# Amt Porz
Das Amt Porz war Verwaltungs- und Gerichtsbezirk im Herzogtum Berg östlich von Köln (siehe Bergische Ämterverfassung im Jahr 1363). 
1363 findet sich eine Erwähnung des Amtes Porz in der Urkunde der Übertragung des Landes Blankenberg an die Grafschaft Berg. Vorgänger des Amtes Porz war das Amt Bensberg, das zu den acht "alten" Ämtern (officia) der Grafschaft Berg gehörte.

## Geschichte
Im Deutzgau liegen die Anfänge der Grafschaft Berg. Porz wurde neben Bensberg zur Amtsverwaltung des Amtes Porz-Bensberg und zum Sitz des Hauptgerichts für die bergischen Ämter südlich der Wupper.

Amt Porz und Amt Steinbach 1789

Die erste urkundliche Erwähnung des Hauptgerichtes in Porz erfolgte im Jahr 1286.
Das Amt Porz umfasste die Kirchspiele Paffrath, Bergisch Gladbach, Bensberg, Refrath, Herkenrath, Sand (heute alle zu Bergisch Gladbach gehörend), Dürscheid (zu Kürten), Dünnwald, Ensen, Flittard, Heumar, Langel, Merheim, Mülheim, Niederzündorf, Oberzündorf, Stammheim, Urbach, Wahn (zu Köln) und Immekeppel (zu Overath). Zum Amt Porz rechnete man auch das „Bergische Scheiderhöh“ mit Altenrath und Schönrath sowie bis 1631 das Kirchspiel Odenthal.

„Von dem Ambt Portz

Dieses Ambt ist ein schönes, großes Ambt, hat ohne die Herrschaft Otenthal und die Scheiderhöhe, welches letztere ein besonderes Kirchspiel ist, 20 Kirchspiel als 1. Flittert, 2. Dünnewaldt, 3. Pafrath, 4. Gladbach, 5. Duhrscheid, 6. Herckelrath, 7. ImmeKeppel, 8. Bensberg, 9. Raefrath, 10. Merheim, 11. Mülheim, 12. Hömer, 13. Ohrbach, 14. Wahn, 15. Langelt, 16. OberSündorp, 17. niederSündorp, 18. Ensen, 19. Sandt, 20. Stammen.
Unter diesen allen ist Mülheim allein evangelisch, die anderen alle sambt der Herrlichkeit Otenthal und obebbenannter Scheiderhöh sind katholisch, welche letztere in dieser Beschreibung deswegen gleichsam davon absondere, weilen sie nicht unter dem Ambtsrichter stehen, sondern ihre beonderen Richters haben…“

Die Kirchspiele waren wiederum teilweise in Honschaften untergliedert. Neben der Freiheit Bensberg waren unter anderem die Kirchspiele Sand, Dürscheid, Herkenrath und Bensberg zugleich Honschaften. Das Kirchspiel Paffrath umfasste die Honschaften Paffrath und Combüchen, das Kirchspiel Gladbach die Honschaften Gladbach und Gronau sowie das Kirchspiel Immekeppel die Honschaften Immekeppel und Eschbach. Während Ploennis 1715 Refrath noch als eigenes Kirchspiel führt, nennt es Fabricius bezugnehmend auf die Karte von Wiebeking 1789 Honschaft im Kirchspiel Bensberg.
Das Botenamt und Kirchspiel Odenthal war im frühen Mittelalter eingeteilt in die Honschaften Grimßgewalt, Dorfhonschaft (Odenthal), Blecher, Breidbach und Scherf. Zu Zeiten der Herrschaft Odenthal ab 1631 ist keine Unterteilung von Odenthal in Honschaften mehr bekannt.
Porz entwickelte sich in den folgenden Jahren zum Verwaltungssitz des Amtes Porz im Herzogtum Berg, zu dem die rechtsrheinischen Orte Brück, Buchheim, Dünnwald, Eil, Ensen, Flittard, Grengel, Heumar, Langel, Libur, Lind, Merheim, Mülheim am Rhein, Rath, Stammheim, Urbach, Wahn, Westhoven und Zündorf, sowie Bergisch Gladbach, Bensberg, Dürscheid und Immekeppel gehörten. Damit erstreckte sich dieses alte Bergische Amt Porz weit über die alten Stadtgrenzen der Stadt Porz hinaus. Ursprünglicher Hauptort des Amtes war Bensberg mit der Kellnerei. Aber die Bedeutung, die Porz schon seit dem 11. Jahrhundert als Hauptgericht aller Bergischen Lande südlich der Wupper zukam, scheint auch die Änderung des Namens von Amt Bensberg zum Amt Porz bewirkt haben, die Kellnerei verblieb auf der Burg Bensberg. An der Spitze des Amtes stand der Amtmann. Er führte die Verwaltungsgeschäfte und war in Porz zugleich Richter des Hauptgerichts.

„Amt Porz:
…Das Terrain ist nach der Rheinseite gut, das meiste aber ist Mittelland. Es gibt wenig Wiesen, dagegen nach der Bergseite viel Holz und wüste Heiden. die Untertanen haben außer Mülheim, wo allwo viel Florettband gemacht wird, keine Fabriques, sie können aber alles commode (bequem) nach Cöln zum Markt bringen und halten derohalben eine große Menge Vieh“

## Gerichtswesen im Amt Porz
Das Amt umfasste im Dezember 1363 die zehn Dingstühle Odenthal, Paffrath, Stammheim, Dürscheid, Bensberg, Porz, Volberg, Lülsdorf sowie  die Exklave um Bergheim und Mondorf an der Siegmündung.
Schon 1286 verfügte Porz über das überregionale Hauptgericht, nachdem vorher das Gericht in Bensberg diese Bedeutung hatte. Noch größere Bedeutung erhielt das Amt des Richters von Porz durch die Funktionen, die ihm durch das Hauptland- und Rittergericht – Hochgericht zu Opladen aufgetragen waren. Es konsultierten in Porz die Landgerichte Odenthal, Bensberg, Kürten, Wipperfürth (Wipperfürth-Land, zum Amt Steinbach gehörend), Lindlar mit Eckenhagen, Overath, Wolfsdorf bei Siegburg, Troisdorf, Bergheim an der Sieg und Lülsdorf.

## Amtmänner
- 1313 Adolf Kase gen. Hesse, scultetus in Bensbure
- 1335–53 Wilhelm von Haan, scultetus de Beynbur
- 1356–57 Heinrich von der Mühlen, schultes zů Portze
- 1375–76 Dietrich von Markelsbach gen. Klophase, amptman zo Beinsbure
- 1379–85 Gerhard von Vossbruch, Amtmann zu Porz[1]
- 1390–93 Giso von Zweiffel
- 1393–1422(?) Albrecht von Zweiffel
- 1439–40 Johann Quade[6]
- 1444(?)–1449 Heinrich von Zweiffel[7]
- 1451 Ritter Johann vamme Huys
- 1472–94 Wilhelm von Bernsau[6]
- 1513–21 Friedrich von Brambach
- 1530–38 Wilhelm von Bernsau (Sohn, zugleich Amtmann von Steinbach)
- 1544–60 Godart von Wylich zu Bernsau (Schwiegersohn von Wilhelm von Bernsau)
- 1560–66 Jöbst von Eller (zugleich Amtmann von Lülsdorf und Löwenburg)
- 1566–83 Johann von Scheidt genannt Weschpfenning
- 1585–95 Heinrich von der Hövelich[8][9]
- 1595 Johann von Scheidt genannt Weschpfenning
- 1612–17 Johann von Luningh
- 1617–24 Lubert von Wendt zu Holvelde
- 1624 Caspar von Zweiffel zu Wahn
- 1625–29 Wilhelm von Zweiffel
- 1636–58 Adolf von Katterbach zum Gaul und Herl
- 1660 Georg Adolph von Nagel
- 1666 Johann Sigismund Freiherr Raitz von Frentz
- 1669–71 Michael von Leers
- 1671–84 Johann Jacob Rheinfelden, sen.
- 1684–03 Johann Jacob Rheinfelden, jun.
- 1703–50 Amtsverwalter von Bensberg (kom.)
- 1759–67 Franz Karl Freiherr von Horst
- 1768–00 Lothar Friedrich Adam Maria Joseph Freiherr von Lützerode zu Rath
- ab 1801 Joesten, Bergischer Landkommissar[10]

## Nachfolge
Das Ende des bergischen Amtes Porz kam 1806 mit der Errichtung des Großherzogtums Berg unter Napoleon bzw. dessen Schwager Joachim Murat und der Neugliederung des Verwaltungs- und Gerichtswesens nach französischem Vorbild im Jahr 1808. Das Amt Porz wurde zusammen mit den Kirchspielen Overath und Lindlar aus dem Amt Steinbach sowie Teilen des Amts Löwenburg, des Amts Blankenberg, des Amts Lülsdorf sowie der Herrlichkeit Vilich zum Arrondissement Mülheim im Departement des Rheins. Das Arrondissement war in Kantone und Mairies unterteilt. 1815 kam das Gebiet zu Preußen, die Mairies wurden zu Bürgermeistereien und 1927 in Ämter umbenannt. Aus dem Arrondissement entwickelte sich der Kreis Mülheim.